# أغلبية أقلية

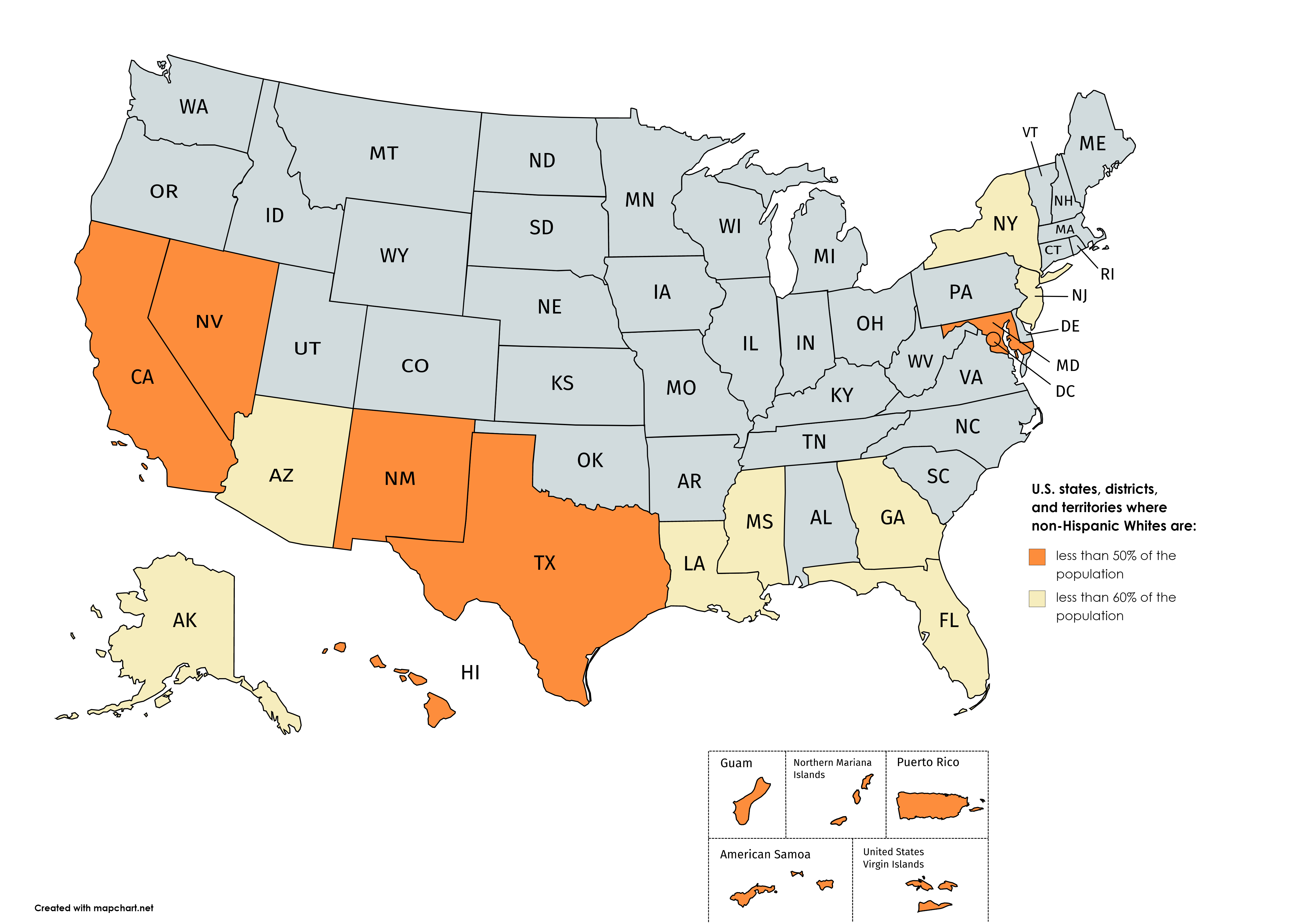

أغلبية أقلية أو أقلية أغلبية، هو مصطلح يستخدم في الولايات المتحدة الأمريكية للأشارة إلي منطقة تقسيم إداري يشكل فيها واحد أو أكثر من الأقليات العرقية في البلد، أغلبية السكان المحليين لهذه المنطقة. يُستخدم هذا المصطلح كثيراً في حقوق التصويت لتعيين دوائر التصويت التي يتم تعديلها بموجب قانون حقوق التصويت لتمكين الأقليان العرقية من الحصول على فرصة لانتخاب مرشحهم المفضل. استخدم هذا المصطلح لأل مرة في المحكمة الدستورية العليا عام 1977. وقد سبق للمحكمة استخدام هذا المصطلح في قضايا التمييز في العمل وعلاقات العمال.